# رابطة ثلاثية
الرابطة الثلاثية في الكيمياء، هي رابطة كيميائية بين ذرتين حيث يتضمن ذلك الترابط الكيميائي وجود ست إلكترونات بدل وجود اثنين كما هو في الرابطة التساهمية الأحادية. يرمز للرابطة الثلاثية في الصيغة الهيكلية للمركبات على شكل ثلاثة خطوط أفقية متوازية (≡) بين الذرتين.
من أشهر الأمثلة على الروابط الثلاثية مركبات الألكاين، والتي تتضمن وجود رابطة ثلاثية واحدة على الأقل بين ذرتي
كربون. من الأمثلة الأخرى على الروابط الثلاثية في المجموعات الوظيفية كل من مركبات سيانيد وإيزوسيانيد.
تعد الرابطة الثلاثية أقوى من الرابطة الأحادية ومن الرابطة المضاعفة، كما أنها أقصر، ولرتبتها مقدار 3.
|                                  |                   |                          |
| أسيتيلين، H−C≡C−H                | سيانوجين، N≡C−C≡N | أحادي أكسيد الكربون، C≡O |
| مركبات كيميائية ذات رابطة ثلاثية |                   |                          |

## الترابط
يمكن شرح تشكل الرابطة الثلاثية من خلال التهجين المداري بضرب مثال على مركب الأسيتيلين. في ذلك المركب يكون لكل ذرة كربون مدارين من النمط sp ومدارين من النمط P. يكون مدارا sp على شكل خطي ولهما زاوية مقدارها 180° ويشغلان المحور x، في حين أن المدارين p يكونان عموديان على المحور y والمحور z.
عند اقتراب ذرتي الكربون من بعضهما البعض فإن مدارات sp تتداخل لتشكل رابطة سيغما، وفي الوقت نفسه، فإن المدارات py تتقارب من بعضها لتشكل رابطة باي، وبالمثل تتقارب المدارات pz لتشكل رابطة باي أخرى. بالتالي فإن محصلة تقارب الذرتين وتداخل المدارات يعطي رابطة واحدة من النمط سيغما ورابطتين اثنتين من النمط باي.
يمكن أن تكون الرابطة الثلاثية على شكل رابطة منحنية، وذلك عند تداخل فصوص مدارات sp3 دون الحاجة إلى تشكل رابطة باي.